# Пиер Кюри
 Пиер Кюри (на френски: Pierre Curie) е френски физик, един от първите изследователи на явлението радиоактивност, член на Френската академия на науките, лауреат на Нобелова награда за физика през 1903 година.

## Биография
Роден е на 15 май 1859 година в Париж, в семейството на лекар. До завършване на средното си образование учи при частни учители в домашна обстановка. На 16-годишна възраст Пиер Кюри започва следването си и след две години придобива образователната степен licence ès sciences. От 1878 г. Кюри започва да работи с брат си – Жак Кюри, в минералогичната лаборатория на Сорбоната. Заедно откриват пиезоелектричния ефект.
През 1895 г. Пиер Кюри се жени за полската студентка Мария Склодовска и от 1897 г. двамата започват съвместни изследвания върху явлението радиоактивност. През 1903 г. семейство Кюри са удостоени с Нобелова награда за физика „за съвместни изследвания върху явлението радиоактивност“, открито от Анри Бекерел.
От съвместния си брак с Мария Кюри има две дъщери. Голямата дъщеря, Ирен Жолио-Кюри, печели Нобелова награда за химия през 1935 г., година след смъртта на Мария Кюри. Малката му дъщеря Ев Кюри е писателка.
На 19 април 1906 г. Пиер Кюри, пресичайки улицата, се подхлъзва и попада под конски впряг. При нелепите обстоятелства смъртта настъпва мигновено.
През 1995 г. неговият прах, заедно с праха на съпругата му, са погребани с почести в Пантеона на Париж.

## Научни достижения
- Откриване на пиезоелектричния ефект;
- Откриване на новия химичен елемент полоний;
- Откриване на новия химичен елемент радий.